# Amoron'i Mania
Amoron'i Mania je region ve středním Madagaskaru sousedící s regionem Vakinankaratra na severu, Atsinanana na severovýchodě, Vatovavy-Fitovinany na jihovýchodě, Haute Matsiatra na jihu, Atsimo-Andrefana na jihozápadě a Menabe na západě.
Hlavním městem regionu je Ambositra a v roce 2018 zde žilo 833 919 obyvatel. Rozloha regionu je 16 141 km2.

## Administrativní dělení
Region Amoron'i Mania je rozdělen do čtyř okresů, které jsou dále rozděleny do 53 obcí.
- Okres Ambatofinandrahana – 9 obcí
- Okres Ambositra – 21 obcí
- Okres Fandriana – 13 obcí
- Okres Manandriana – 10 obcí

## Chráněné oblasti
- Část koridoru Fandriana-Vondrozo
- Část národního parku Marolambo
- Nová chráněná oblast Itremo